# Castell de Sabugal

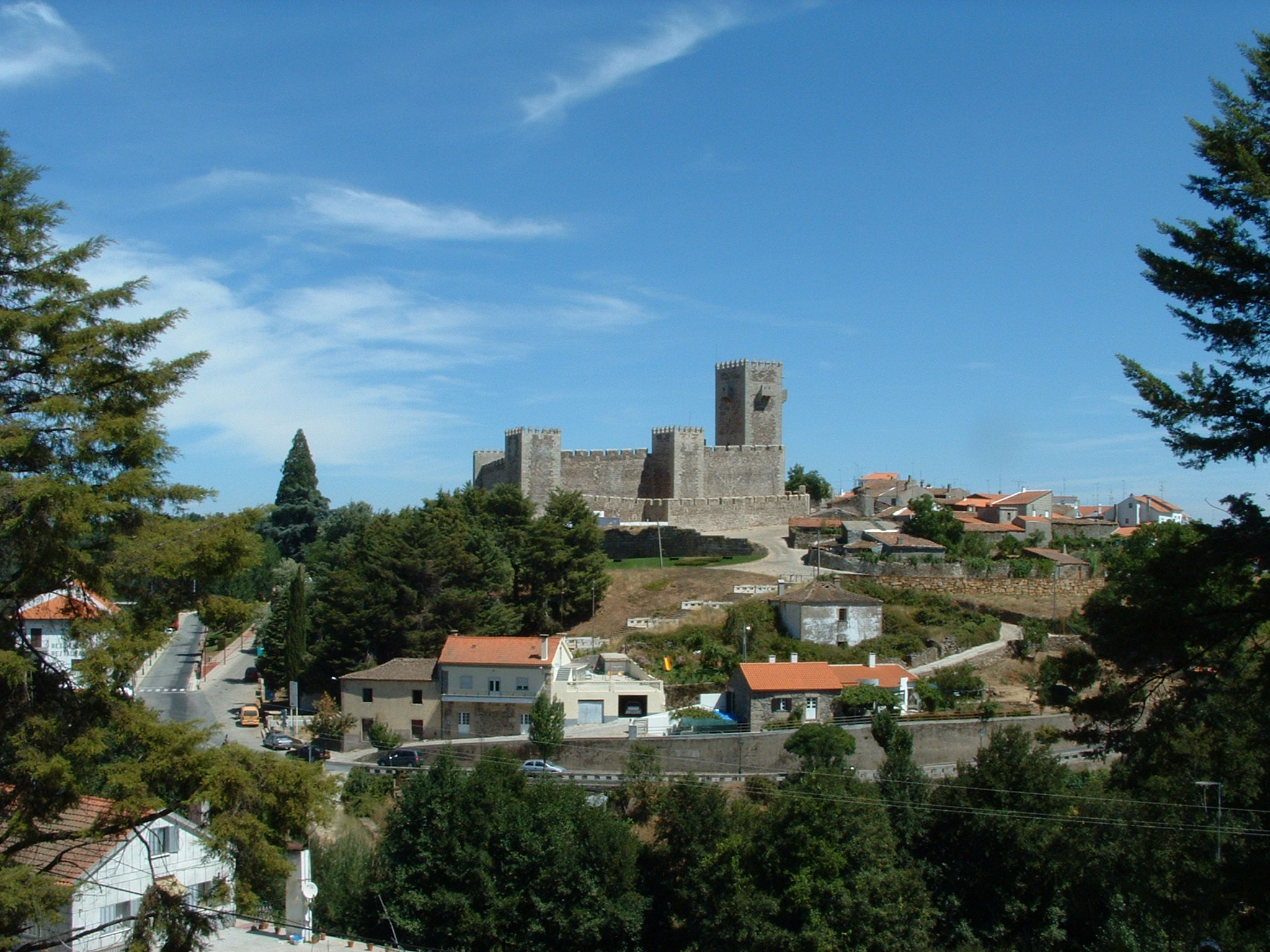
Castell de Sabugal, Portugal: vista panoràmica

El Castell de Sabugal, també anomenat Castell das Cinco Quinas a causa de la forma inusual del donjon, es troba a la freguesia, ciutat i municipi de Sabugal, al districte de Guarda, a Portugal.
En posició dominant damunt la ciutat, en un petit altiplà de la serra de Malcata, controla la travessia del riu Coa pel marge dret, per això tingué importància en l'antiguitat i en l'època medieval.

## Història

### Antecedents
Segons les evidències arqueològiques, se suposa que l'elevació on se situa l'actual castell, dominant el curs del riu Côa, fou habitada per éssers humans des de l'època prehistòrica, i hi tindrien un castre.
Amb la invasió romana de la península Ibèrica, s'implantà una extensa xarxa de vies al llarg del territori, i una d'aquestes creuava el Côa en aquest tram. S'admet que aquest poble mantingués, al mateix indret, una petita guarnició militar de vigilància i defensa de la travessia del riu. Segles més tard, hi entraren els pobles germànics i els musulmans, dels quals no han restat evidències.

### El castell medieval
A l'època de la conquesta cristiana de la península Ibèrica, les terres de Sabugal degueren ser inicialment conquerides per Afonso Henriques (1112-1185) el 1160, però van ser immediatament perdudes per al Regne de Lleó.
El 1190, Alfons IX de Lleó va crear el municipi del Sabugal, i la vila fou fundada al voltant del 1224, època en què se'n començaria la fortificació.
Integrant el territori de Ribacoa, conquerit a Lleó per Dionís I (1279-1325), va rebre carta foral d'aquell sobirà portugués al 1296. No obstant això, la possessió definitiva per a Portugal només s'assegurà pel tractat d'Alcanizes el 1297. El sobirà, de llavors ençà, va consolidar aquestes fronteres, i reedificà el castell d'Alfaiates, el d'Almeida, el castell Bom, el castell Melhor, el castell Mendo, el castell Rodrigo, el castell de Pinhel, el castell de Sabugal i el de Vilar Maior.
S'inicien, en aquest context, els treballs d'ampliació i reforma de la defensa castellera, obrint l'espai intramurs on s'alçaven algunes cases i reforçant les muralles que van guanyar dues grans torres dominades per l'alt donjon. Les obres, referides per Rui de Pina (Crónica de D. Dinis), se'n conclogueren al 1303, sota la direcció de Frei Pedro, del Monestir d'Alcobaça. S'atribueix també a aquest sobirà l'establiment, en aquests dominis, d'un couto de homicidis, privilegi que pretenia atraure-hi pobladors. Alguns documents confirmen que aquest privilegi es trobava en vigor encara a la fi del segle xv.
Durant el regnat de Manuel I (1495-1521), el castell de Sabugal es troba censat per Duarte de Armas (Llibre de les fortaleses, c. 1509), i havia rebut obres de restauració, concloses el 1515, d'acord amb la inscripció epigràfica al portal principal. Aquest sobirà va concedir el foral nou a la vila l'1 de juny de 1515.

### De la Guerra de restauració als nostres dies
En el context de la Guerra de restauració, es feren obres de modernització en l'estructura, així com posteriorment s'hi edificà la Torre del Rellotge.
Al segle xvii hi fou empresonat el poeta i cavaller Brás Garcia de Mascarenhas, cèlebre per les seues aventures i pel seu no menys famós poema èpic <i>Viriat tràgic</i>.
A la primeria del segle xix, en el context de la Guerra del Francés, aquarterà tropes angleses i portugueses que lluitaren contra les tropes napoleòniques en retirada, sota el comandament del general André Masséna (abril de 1811). Després, abandonat, la seua plaça d'armes fou utilitzada per la població de la vila com a cementeri, de 1846 a prop de 1927. Els habitants, llavors, retiraven pedres de les muralles per reutilitzar-les en les seues construccions.
Al segle xx, al 1911 es va demolir l'església de Nossa Senhora do Castelo. Més tard, en la dècada de 1940, el procés de depredació del monument es detingué gràcies a l'actuació de la Direcció General d'Edificis i Monuments Nacionals (DGEMN), que en va promoure una àmplia campanya d'obres de consolidació i reconstrucció.
Entre 1993 i 1994 se'n feu una nova campanya de treballs de restauració. Més recentment, es comprovà l'existència de fissures a les parets i la solsida parcial d'elements d'una de les torres de la barbacana i d'alguns merlets (1999); al segle xxi, la DGEMN va llançar un concurs per a restaurar les muralles i torres del castell, així com per a la construcció d'un amfiteatre a l'aire lliure (2001). Els treballs se'n feren entre 2003 i 2005, quan es preveia la reobertura del monument al públic.

## Característiques
En posició dominant en la cota més alta del terreny, s'alça el castell, que presenta una planta quadrangular. El cim de les muralles, en treball mixt de pedreria de granit i maçoneria d'esquist, és recorregut per un ample adarb, protegit per merlets. A l'adarb s'accedeix per quatre escales internes. Els murs són reforçats per tres sòlides torres als angles, i per una quarta, al centre de la muralla pel costat sud-oest. Aquestes torres acaben en merlets piramidals, així com el donjon, d'inusual planta pentagonal, defensant la porta principal. L'interior d'aquesta, en estil gòtic, es divideix en tres pisos, amb sostres en arc i tancaments ornats amb escuts. El compartiment superior és il·luminat per portes que donen accés a balcons mensulats amb matacans.
Entre el donjon i la torre de l'angle est s'inscriu un balcó emmerletat, vigilant l'entrada principal de la plaça d'armes. A baix, a la zona exterior, hi la tanca de la barbacana -dispositiu defensiu que uneix i reforça les muralles del castell, també rematades amb cresteria amb obertures. Suporten les muralles dos petits cubs circulars, i s'obri a prop un petit portal d'arc en ogiva.
La tanca de la vila presentava una forma aproximadament oval, i només en resten petits trams. S'hi obria la Porta de Vila, propera a la Torre del Rellotge.

## La llegenda del miracle de les roses
Diu la tradició que va ser a la plaça d'aquest castell on ocorregué el famós miracle de les roses amb la reina Elisabet i el rei Dionís.

## Alcaidesdel castell del Sabugal
- D. Diogo de Castro[2]
- D. António de la Cunha[3]